# Rockit
«Rockit» es una canción de Herbie Hancock. Apareció como sencillo de su álbum Future Shock publicado en 1983 . La canción fue elaborada por Hancock, el bajista Bill Laswell y el programador de sintetizador y caja de ritmos Michael Beinhorn.
Construida y compuesta en varios estudios durante el proceso de grabación, incluidos el de Martin Bisi en Brooklyn, Nueva York, "Rockit" fue quizás el primer sencillo en el que aparecía scratching y otras técnicas de turntablism en lograr popularidad. El encargado de llevar a cabo esos "trucos" fue GrandMixer DXT, un influyente DJ en los primeros años del turntablism. Posteriores turntablists, como DJ Qbert o Mix Master Mike, citan el "Rockit" como un tema revelador en el documental Scratch. El disco que GrandMixer D.ST utilizó para scratchear fue la cara B de Change The Beat de Fab Five Freddy publicado en 1982 en Celluloid Records.

## Listas de éxitos
| Listas (1983)                      | Mayor posición |
| ---------------------------------- | -------------- |
| U.S. Billboard Hot 100             | 71             |
| U.S. Billboard Hot Black Singles   | 14             |
| U.S. Billboard Hot Dance Club Play | 1              |
| Reino Unido                        | 7              |
| Alemania                           | 6              |
| Listas (2001)                      | Mayor posición |
| Ö3 Austria Top 40                  | 7              |
| Dutch Top 40                       | 7              |
| Sverigetopplistan                  | 10             |
| Swiss Music Charts                 | 4              |